# Крајеви Словачке
Словачка Република је подељена на неколико региона (слч. kraj, kraje) од 1949. године, са прекидом између 1990—1996. Њихов број, границе и функције су се мењали неколико пута. Тренутно постоји осам региона Словачке и они одговарају 3. нивоу локалних административних јединица у Европској унији. Сваки регион се састоји од округа (слч. okres, okresy). На територији Словачке налази се 79 округа.

## Списак
Након периода без крајева или њихових еквивалената (1990—1996), они су поново уведени од 1996. године. Што се тиче административне поделе, Словачка је подељена на осам крајева од 24. јула 1996. године:
| Регион               | Главни град     | Популација | Површина (km²) | Густ. нас. |
| -------------------- | --------------- | ---------- | -------------- | ---------- |
| Братиславски крај    | Братислава      | 603,699    | 2,052.6        | 294.11     |
| Трнавски крај        | Трнава          | 554,172    | 4,172.2        | 132.76     |
| Тренчински крај      | Тренчин         | 600,386    | 4,501.9        | 133.36     |
| Њитрански крај       | Њитра           | 708,498    | 6,343.4        | 111.69     |
| Жилински крај        | Жилина          | 694,763    | 6,808.4        | 102.04     |
| Банскобистрички крај | Банска Бистрица | 657,119    | 9,454.8        | 69.50      |
| Прешовски крај       | Прешов          | 798,596    | 8,974.5        | 88.98      |
| Кошички крај         | Кошице          | 771,947    | 6,751.9        | 114.33     |

Од 2002. године, Словачка је подељена на осам samosprávne kraje (самоуправних региона), који се Уставом називају vyššie územné celky (више територијалне јединице), скраћено ВУЦ. Територије и границе самоуправних региона су идентични као територије и границе „крајева”. Дакле, реч „крај” може бити замењена скраћеницом ВУЦ или термином samosprávny kraj. Основна разлика је у томе што су управни органи samosprávne kraje самоуправни, са изабраним председником и Скупштином, док управне органе kraje именује Влада.